# آخرین موهیکان (فیلم ۱۹۹۲)
آخرین موهیکان (به انگلیسی: The Last of Mohicans) نام یک فیلم حماسی تاریخی است که به نبرد میان فرانسویان و سرخ‌پوستان در خلال سال ۱۷۵۷ میلادی می‌پردازد. این فیلم به کارگردانی مایکل مان و بر اساس رمانی به همین نام از جیمز فنمور کوپر در سال ۱۹۹۲ ساخته شد.

## ارجاع به بیرون
- The Last of the Mohicans در بانک اطلاعات اینترنتی فیلم‌ها (IMDb)
- The Last of the Mohicans در باکس آفیس موجو